# هالة الفيصل
هالة الفيصل فنانة تشكيلية سورية من مواليد مدينة حمص وهي ابنة وزير الاتصالات السابق واصل فيصل. تخرجت هالة الفيصل من كلية الفنون الجميلة في جامعة دمشق عام 1983 ثم درست في معاهد ومدارس مختلفة في كل من موسكو وباريس ونيويورك. تتحدث هالة اللغة العربية والروسية والفرنسية والإنجليزية والألمانية والإسبانية. أقامت هالة عدة معارض فنية، كما مثلت في فيلم وقائع العام المقبل من إخراج المخرج السوري سمير ذكرى عام 1986.

## تعري هالة فيصل
في عام 2005 وقفت هالة الفيصل عارية في ساحة سكوير تايمز في مدينة نيويورك وكتبت على جسدها عبارات ضد الحرب على العراق وفلسطين وقد اعتقلتها شرطة نيويورك وأطلقت سراحها بعد ساعة من اعتقالها.

## وصلات خارجية
- الموقع الرسمي